# The Crazy World of Arthur Brown (album)
The Crazy World of Arthur Brown – debiutancki album zespołu The Crazy World of Arthur Brown, wydany w 1968 roku przez wytwórnie Track i Atlantic.

## Historia
The Crazy World of Arthur Brown został założony przez Arthura Browna w październiku 1966 roku. Poza nim zespół tworzyli: Sean Nicholas (albo Nick Greenwood) – gitara basowa, Vincent Crane – instrumenty klawiszowe i Drachen Theaker – perkusja. Osobliwością, jak na zespół rhythm and bluesowy był brak gitarzysty solowego. Zespół zaczął dawać koncerty w londyńskim klubie UFO. Wiadomość o tych występach dotarła do Pete’a Townshenda, który zaproponował, że wyprodukuje kilka demo zespołu. Przedstawił je później jednemu z menedżerów The Who, Kitowi Lambertowi, który podjął się produkcji debiutanckiego albumu zespołu.
W 1968 roku zespół nagrał swój debiutancki album, zatytułowany nazwą zespołu. Współproducentem albumu był Pete Townshend z zespołu The Who, natomiast tekst na okładkę napisał Charles Fox z tygodnika New Statesman. Najbardziej rozpoznawalnym utworem albumu stał się „Fire”, który zawojował brytyjską listę przebojów. Dzięki sukcesowi „Fire”, a także kolejnym singlom: „Nightmare” i coverowi „I Put a Spell on You” Screamin’ Jaya Hawkinsa w wersji Browna, album wszedł na 7. miejsce listy Billboard 200. Jednak później „Fire” stał się przyczyną kłopotów Browna, którego oskarżono o plagiat. W 1969 roku, w połowie pierwszego amerykańskiego tournée zespołu opuścili go Crane i Carl Palmer, który wcześniej zastąpił Theakera. Brown potem sformował nowy skład.

## Zawartość albumu
Zespół przedstawił porywające utwory, inspirowane bluesem, zwracające uwagę odbiorców wymyślną dramaturgią, ciężkim brzmieniem i demoniczną atmosferą tekstów utworów („Fire”). Album został przez lidera zespołu pomyślany tak, aby miał dwie strony A, żeby słuchacz mógł wybrać tę stronę, która bardziej odpowiadałaby jego nastrojowi; pierwsza strona miała mroczny klimat, druga natomiast była lżejsza. W rzeczywistości „Child of my Kingdom” miał być ostatnim utworem drugiej części albumu, część mroczniejszą miał natomiast zamykać utwór, który stał się znany jako „Fire Suite”.

## Lista utworów
Zestaw utworów na wydawnictwie winylowym, wydanym w 1968 roku przez Track Records:

### Side 1
| Nr | Tytuł utworu        | Autorzy     | Długość |
| -- | ------------------- | ----------- | ------- |
| 1. | „Prelude–Nightmare” | Brown       | 3:30    |
| 2. | „Fanfare–Fire Poem” | Brown/Crane | 1:53    |
| 3. | „Fire”              | Brown/Crane | 2:55    |
| 4. | „Come And Buy”      | Brown/Crane | 5:45    |
| 5. | „Time”              | Brown       | 5:18    |
| 6. | „Confusion”         | Crane       |         |
|    |                     |             | 19:21   |

### Side 2
| Nr | Tytuł utworu                 | Autorzy               | Długość |
| -- | ---------------------------- | --------------------- | ------- |
| 1. | „Put A Spell On You”         | Screamin’ Jay Hawkins | 3:38    |
| 2. | „Spontaneous Apple Creation” | Brown/Crane           | 2:51    |
| 3. | „Rest Cure”                  | Brown/Crane           | 2:39    |
| 4. | „I’ve Got Money”             | James Brown           | 3:06    |
| 5. | „Child Of My Kingdom”        | Brown                 | 7:06    |
|    |                              |                       | 19:20   |

- Aranżacje orkiestrowe– Vincent Crane
- Projekt okładki – David King
- Tekst na okładce – Charles Fox
- Zdjęcia – David Montgomery
- Producent muzyczny – Kit Lambert
- Współproducent – Pete Townshend